# Matteo Collura
Matteo Collura (Agrigento, 14 agosto 1945) è un giornalista e scrittore italiano.

## Biografia
Giornalista professionista dal 1972, ha iniziato la carriera giornalistica al Giornale di Sicilia, per poi passare al quotidiano L’Ora.
È stato corrispondente da Milano per Il Mattino.
Per un breve periodo è stato capo ufficio stampa della Rizzoli, editoriale libri.
Dal 1985 al 2005 è stato redattore culturale del Corriere della Sera, per il quale ha scritto fino al 2016. Attualmente scrive editoriali e articoli di cultura per Il Messaggero.
In letteratura ha esordito nel 1979 con il romanzo Associazione indigenti, pubblicato nella collana “Nuovi Coralli” di Einaudi, su approvazione di Italo Calvino.
A Leonardo Sciascia, di cui è stato amico, ha dedicato la biografia (Il maestro di Regalpetra, 1996-2019), seguita, nel 2002, da Alfabeto eretico (Da Abbondio a zolfo: 58 voci dall’opera di Sciascia per capire la Sicilia e il mondo d’oggi).
È l'autore di una biografia romanzata di Luigi Pirandello (Il gioco delle parti, 2010) dalla quale è tratto il film Eterno Visionario con la regia di Michele Placido, sceneggiatura dello stesso Placido, Matteo Collura e Toni Trupia. Suo anche il romanzo La badante (2015). 
Numerosi i libri dedicati alla sua terra d’origine. Tra i titoli più importanti: In Sicilia, L’isola senza ponte, Sicilia la fabbrica del mito, Sicilia Sconosciuta. Dell’ottobre 2020 è Baci a occhi aperti - La Sicilia nei racconti di una vita (TEA Edizioni).
È autore di un racconto giornalistico del Novecento italiano e della versione teatrale del romanzo Todo modo di Leonardo Sciascia. È autore di una "Conversazione (im)possibile" tra Luigi Pirandello e Leonardo Sciascia, rappresentata per la prima volta il 20 giugno 2021 al Teatro Antico di Taormina, al leggìo lo stesso Matteo Collura nei panni di Pirandello e Fabrizio Catalano, nipote di Leonardo Sciascia, nei panni del nonno. Sono seguite altre rappresentazioni: ad Agrigento, sullo spiazzale antistante la casa di Pirandello; a Racalmuto (paese in cui nacque Sciascia) e a Milano, nella casa di Alessandro Manzoni, il 10 novembre 2022.
Vive a Milano dal 1978.

## Opere
- Associazione indigenti, Collana Nuovi Coralli n. 243, Einaudi, Torino, 1979, pp. III-105; (Premio letterario Racalmare Leonardo Sciascia 1982)
  - Associazione indigenti ovvero i miserabili di Palermo, Tea, Milano, 2001.
- Sicilia sconosciuta. Cento itinerari insoliti e curiosi, Rizzoli, Milano, 1984. Edizioni aggiornate: 1997, 2008, 2016, 2022.
- Sicilia, prefazione di Denis Mack Smith, Magnus, Udine, 1987, pp. 143.
- Baltico, Collana Biblioteca, Reverdito Editore, Trento, 1988, ISBN 978-88-34-20229-6, pp. 219.
- Il maestro di Regalpetra. Vita di Leonardo Sciascia, Collana n. 319, Longanesi, Milano, 1996, ISBN 978-88-30-41388-7, pp. 400;  Collana TEADUE, TEA, Milano, 2000-2008, ISBN 978-88-50-21654-3; nuova ed., Milano, La nave di Teseo, 2019, ISBN 978-88-934-4884-0.
- Leonardo Sciascia. La memoria, il futuro, Collana Illustrati, Bompiani, Milano, 1999, ISBN 978-88-45-23863-5, pp. 160.
- M. Collura - Giuseppe Leone - Melo Minnella, Palermo, a cura di M. Giuffrè, Bruno Leopardi Editore, Palermo, 1999, ISBN 978-88-87-13509-1, pp. 160.
- Eventi. Il Novecento italiano raccontato con l'immediatezza della cronaca e il fascino del romanzo, Collana Il Cammeo n. 353, Longanesi, 1999, pp. 414; Collana TEADUE, TEA, Milano, 2001, ora col titolo Novecento. Cronache di un secolo italiano dal terremoto di Messina a Mani pulite, TEA, Milano, 2008.
- Alfabeto eretico. Da Abbondio a Zolfo: 58 voci dell'opera di Sciascia per capire la Sicilia e il mondo d'oggi, Collana Il Cammeo n. 381, Longanesi, Milano, 2002, ora col titolo Alfabeto Sciascia, Collana Il Cammeo, Longanesi, Milano, 2009, ISBN 978-88-30-42733-4, pp. 192.
- In Sicilia, Collana Il Cammeo n. 410, Longanesi, Milano, 2004, pp. 221; TEA, Milano, 2006.
- Qualcuno ha ucciso il generale. Romanzo, Collana La Gaja scienza n. 790, Longanesi, Milano, 2006, ISBN 88-304-2283-5, pp. 160, (TEA, 2008).
- L'isola senza ponte. Uomini e storie della Sicilia, Collana Il Cammeo n. 485, Longanesi, Milano, 2007, pp. 217; Collana Saggistica, TEA, Milano, 2009.
- M. Collura (a cura di), Panta. Sciascia, Bompiani, Milano, 2009, ISBN 978-88-45-26302-6, pp. 302.
- Il gioco delle parti. Vita straordinaria di Luigi Pirandello, Collana Il Cammeo n. 525 Longanesi, Milano, 2010, ISBN 978-88-30-42685-6, pp. 354; TEA, Milano, 2012. Da questo libro il film Eterno Visionario diretto da Michele Placido (Goldenart Production, Rai Cinema, GapBuster, 2024).
- Matteo Collura - Melo Minnella, Libro siciliano, Flaccovio, 2012, ISBN 978-88-78-04300-8, pp. 176.
- Sicilia. La fabbrica del mito, Longanesi, Milano, 2013, ISBN 978-88-30-43613-8, (TEA, 2016).
- Perdersi in manicomio. Fotografie di Lillo Rizzo e Tano Siracusa, Pungitopo, 2013, ISBN 978-88-85-32832-7, pp. 100.
- Versione teatrale del romanzo Todo Modo di Leonardo Sciascia.
- La badante, Longanesi, Milano, 2015.
- Baci a occhi a aperti - La Sicilia nei racconti di una vita, TEA, Milano, 2020
- Luigi Pirandello - Leonardo Sciascia Una conversazione (im)possibile, Rubbettino, 2023

## Riconoscimenti
- 1982 - Premio Racalmare, con giuria presieduta da Leonardo Sciascia, per Associazione indigenti
- 1989 - Premio Nino Savarese per il romanzo Baltico
- 1996 - Premio Nazionale Rhegium Julii, sezione Saggistica, per Il Maestro di Regalpetra;[1]
- 1997 - Premio Castiglioncello per Il Maestro di Regalpetra
- 1997 - Premio Chianciano per Il Maestro di Regalpetra
- 1997 - Premio Palmi per Il Maestro di Regalpetra
- 1997 - Premiolino per Il Maestro di Regalpetra
- 2004 - Premio Pen Club per In Sicilia
- 2008 - Premio Bruno Cavallini (Pordenone) per Sicilia sconosciuta
- 2009 - Premio per la cultura del Mediterraneo per L'isola senza ponte
- 2012 - Premio Alfio Russo
- 2013 - Premio Ignazio Buttitta, Palermo
- 2022 - Premio speciale della Fondazione Sardegna in occasione del Premio Dessì (con Michele Placido)